# Медаль «За заслуги перед Вітчизною» (Вірменія)
Це стаття про медаль Вірменії. Про державну нагороду Російської Федерації див.: Медаль ордена «За заслуги перед Вітчизною».
Медаль «За заслуги перед Вітчизною» (вірм. «Հայրենիքին մատուցած ծառայությունների համար» մեդալ) — державна нагорода Республіки Вірменії.

## Підстави нагородження
Нагородження медаллю «За заслуги перед Вітчизною» проводиться за великий внесок у справі захисту Батьківщини, або забезпечення правопорядку, або зміцнення законності, або національної безпеки, а також рятувальних робіт, або за інші видатні заслуги перед Батьківщиною.

## Ступені
Медаль «За заслуги перед Вітчизною» має два ступені:
- медаль «За заслуги перед Вітчизною» I ступеня,
- медаль «За заслуги перед Вітчизною» II ступеня.

Вищий ступінь медалі «За заслуги перед Вітчизною» — I ступінь.

## Процедура нагородження
Медаллю «За заслуги перед Вітчизною» нагороджує Президент Вірменії, видаючи про це укази.
Медаллю «За заслуги перед Вітчизною» нагороджуються громадяни Республіки Вірменії, іноземні громадяни та особи без громадянства.
Президент, Віце-президент Вірменії, депутати Верховної Ради та місцевих Рад Республіки Вірменії не можуть нагороджуватися державними нагородами Республіки Вірменії, в тому числі й медаллю «За заслуги перед Вітчизною».
Повторне нагородження медаллю «За заслуги перед Вітчизною» одного й того же ступеня не проводиться.
Нагородження медаллю «За заслуги перед Вітчизною» може проводитися також посмертно. В цьому випадку медаль разом з посвідченням вручається сім'ї нагородженого.

## Черговість
Медаль «За заслуги перед Вітчизною» носиться на лівій стороні грудей, за наявності медалі «За бойові заслуги» — після неї.